# Élection du Conseil de sécurité des Nations unies de 2008

Pays composant le Conseil de Sécurité des Nations Unies en 2009 et 2010

L'élection du Conseil de sécurité des Nations unies de 2008 s'est tenue le 17 octobre 2008 durant la 63e session de l'assemblée générale des Nations unies. L'assemblée générale avait lieu au Siège des Nations unies à New York. Le vote désigne cinq pays qui vont siéger au Conseil de sécurité en tant que membre non permanent pour un mandat de deux ans débutant le 1er janvier 2009.
Selon le règlement du conseil de sécurité, les cinq sièges à pourvoir sont répartis entre les continents de cette manière :
- un siège pour l'Afrique (attribué à l'Ouganda) ;
- un siège pour l'Asie (attribué au Japon) ;
- deux sièges pour le Groupe des États d’Europe occidentale et autres États (attribués à la Turquie et à l'Autriche) ;
- un siège pour l'Amérique latine et les Caraïbes (attribué au Mexique).